# Zederngötter

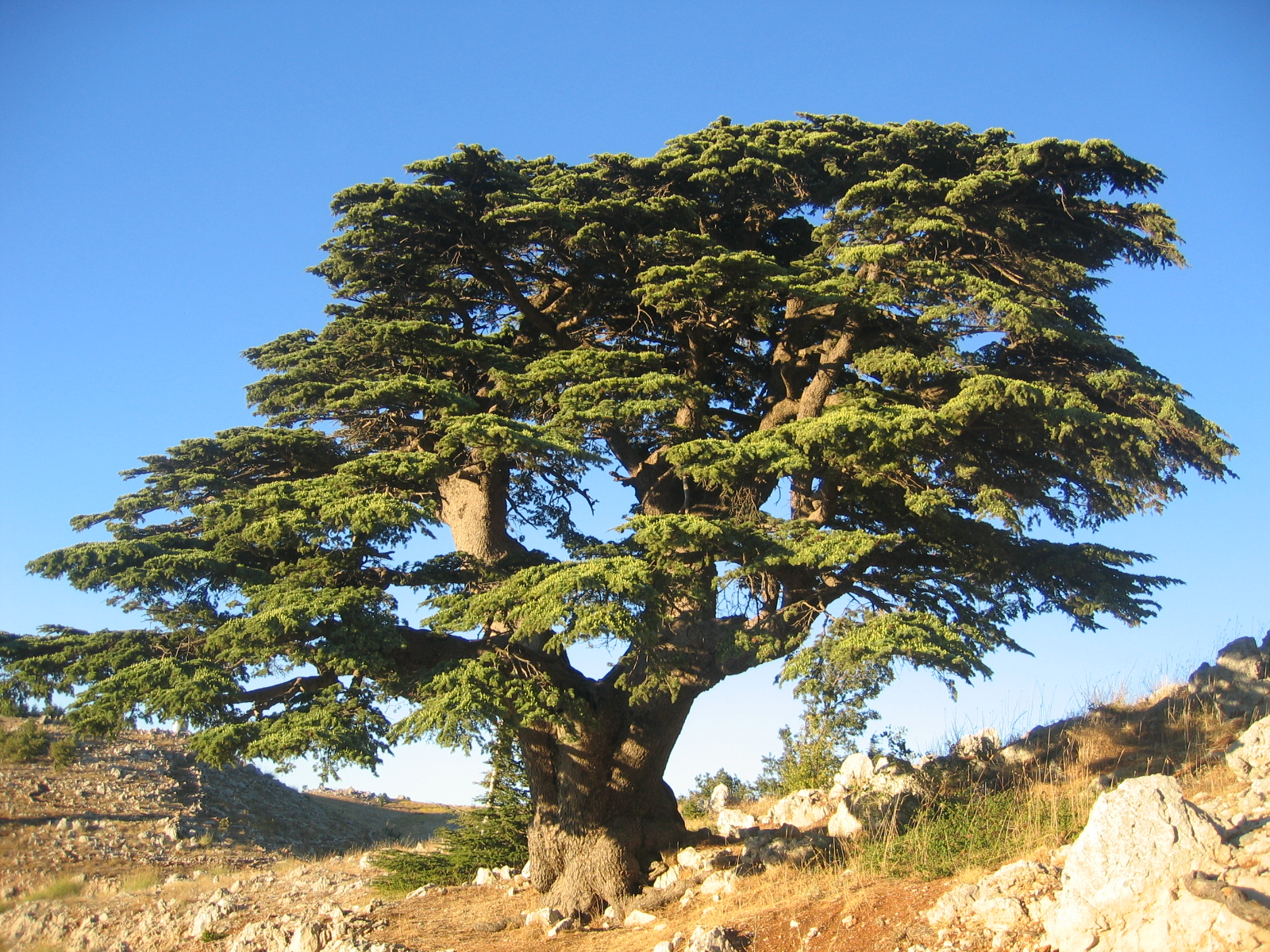
Die Libanonzeder ist unter anderem in Südanatolien verbreitet.

Die Zederngötter waren ein Götterkollektiv, das in zwei hethitischen Keilschrifttexten und ihren Kopien genannt wird, einmal in Bezug zur Verlegung der hethitischen Hauptstadt nach Tarḫundašša und dann noch in einem Evokationsritual, das die verschwundenen „männlichen Zederngötter“ mittels Anlockungsritualen ins Land Ḫatti ziehen soll.

## Name und Bedeutung
Der hethitische König Ḫattušili III. schrieb, dass sein Bruder Muwattalli II. „die Götter von Ḫatti, die Götter von Arinna und die Zederngötter“ nahm und sie nach Tarḫundašša brachte.
Der hethitische Name der Zederngötter ist nicht bekannt, da ihr Name stets logographisch als DINGIRMEŠ GIŠERIN-aš „Götter der Zeder(n)“ oder als DINGIRMEŠ LÚMEŠ GIŠERIN-aš „männliche Götter der Zeder(n)“ geschrieben wurde. Zedern wurden in der altorientalischen Literatur besonders mit dem Gebirge Libanon, so z. B. im Gilgameš-Epos, und dem Amanos in Verbindung gebracht, weshalb Volkert Haas die Zederngötter mit Nordsyrien und dem Libanon in Verbindung bringt. Da die aus Kizzuwatna stammende Königin Puduḫepa in einem Gebet sagt, dass die Sonnengöttin von Arinna im „Land der Zedern“ Ḫebat genannt werde, ist es wahrscheinlicher, die Zederngötter in Kilikien zu lokalisieren, das im Osten vom Amanos begrenzt wird. Auch die Art des Evokationsrituals und die häufigen hurritischen Ritualausdrücke weisen nach Kizzuwatna.

## Das Anlockungsritual für die männlichen Zederngötter
Das Ritual „Für das auf Wegen Herbeiziehen der männlichen Zederngötter“ ist eine ausführliche Anleitung, wie die vermissten Zederngötter ins Land Ḫatti gezogen werden können. Verschiedene Rituale werden durchgeführt, um diese aus fremden Ländern, Flüssen, dem Meer, aus Quellen und Bergen, aus dem Feuer und aus Öfen, aus der Unterwelt und schließlich vom Himmel herbeizurufen. Zu Beginn wird das Ritual am Tawiniya-Stadttor der hethitischen Hauptstadt Ḫattuša ausgeführt, wo auch das Ritual vorbereitet wird. Später wird das Geschehen nach Tauriša verlegt, wo die Zederngötter aus Quellen und Bergen herbeigerufen werden. Es folgen Evokationen aus der Unterwelt und vom Himmel herab. Am Ende des Rituals werden die Zederngötter an ihren Ort gebracht und beopfert.
In allen Evokationen werden für die Zederngötter Stoffbahnen hingelegt, damit sie beim Herbeikommen nicht von Gestrüpp und Steinen gehindert werden. Zudem werden Bahnen aus Brei, Honig und mit Feinöl vermischtem Wein ausgelegt, an denen sich die „kraftvollen männlichen Zederngötter“ satt essen und satt trinken mögen. Die Zederngötter werden gebeten, gute Dinge zu bringen, wie Leben, Gesundheit, hohes Alter, Nachkommenschaft, Liebe der Götter, Gehorsam zum König, Kraft und Wachstum. Im Gegenzug sollen sie das Böse, Krankheit, Unwohlsein vernichten. Jedem Ritual folgen Opfer, wobei Vogelopfer am häufigsten sind.
Im ersten Teil werden die Zederngötter in fremden Ländern vermutet, genannt werden unter anderem Mittanni, Ugarit, Ägypten, Babylon, Assyrien, Arzawa oder Wiluša. Es folgt die Aufforderung: „Kommt in das geordnete, gute, glänzende Ḫattiland!“ Im schlecht erhaltenen zweiten Teil werden die Zederngötter von Flüssen und vom Meer herbeigelockt. Danach wird das Ritual in die Stadt Tauriša verlegt, wo bei einer Quelle sieben „Quellen“ gegraben werden, in die ein Gemisch aus Wasser und verschiedenen Getränken hineingeschüttet wird. Ebenfalls werden wieder Stoffbahnen und Wege aus Lebensmitteln gelegt und die Zederngötter aufgefordert herbeizukommen. Danach werden von einer Felsterrasse in Tauriša die Zederngötter aus den Bergen herbeigerufen. Die Berggötter werden aufgefordert, die Gebirge vor den Göttern einzuebnen. Im nächsten Abschnitt, der Ausführungsort des Rituals wird nicht genannt, werden die Zederngötter aus dem lodernden Feuer und verschiedenen Öfen, wie Brot- oder Schmelzofen, herbeigerufen. Danach werden Gruben gegraben, um die Zederngötter aus der Unterwelt anzulocken, wobei neben den üblichen Vogelopfern auch ein Lamm geopfert und dessen Leber und Herz in die Grube gelegt wird. Schließlich werden sie noch vom Himmel herab beschworen.
Nach diesen Ritualen werden die Bilder der Zederngötter unter Begleitung von Musik zum tarnaluli getragen, vermutlich ein Teich oder eine Quelle, wo ihnen weitere Vogel- und Tieropfer dargebracht werden.